# 유이촌 (후쿠시마현)
유이촌(油井村)은 후쿠시마현 아다치군에 있던 촌이다. 현재의 니혼마쓰시에 해당한다.

## 역사
- 1889년 4월 1일 - 정촌제 시행에 의해 유이촌이 단독으로 자치체를 형성하였다.
- 1955년 1월 1일 - 시부카와 촌, 가미카와사키 촌과 합병해 아다치촌이 성립하여, 동일 유이촌이 폐지되었다.

## 교통

### 철도
- 일본국유철도 도호쿠 본선

현재는 도호쿠 신칸센이 구촌 지역을 통과하지만, 당시에는 미개통 상태였다.

## 참고문헌
- 角川日本地名大辞典 7 福島県